# Сара Бертић
Сара Бертић (Мајиш, 21. децембар 1919 – Осијек, 16. новембар 1941) била је учесница Народноослободилачке борбе и народни херој Југославије.

## Биографија
Потиче из породице солунског добровољца који је 1921. године, након потписивања мировног уговора између Мађарске и Југославије, морао да напусти Мађарску. Неколико година (1921-1924) њена је породица тражила решење свог материјалног питања у Барањи, (Поповац, Суза, Угљеш, Крчевине), а 1924. преселили су у Осијек (Доњи град, Улица војводе Мишића 55, касније Матије Гупца), задржавши велики салаш с 80 јутара земље у Крчевинама. Основно и средње образовање стекла је у Осијеку, а 1938. уписала је агрономију на Београдском универзитету.
На студијама у Земуну укључила се у рад револуционарне студентске омладине. Исте је године примљена у Савез комунистичке омладине Југославије. Активно је учествовала у свим студентским манифестацијама до избијања Другог светског рата (нпр. у студентским демонстрацијама 14. децембра 1939. у Београду, након којих је затворена). Следеће године постала је чланица Комунистичке партије Југославије. Током летних празника долазила је на салаш у Крчевинама. 
После бомбардовања Београда, почетком априла 1941. године, по налогу КПЈ, дошла је у Осијек и Барању, где се укључила у рад на припремању народног устанка. Као чланица Окружног комитета КПЈ Осијек радила је на прикупљању оружја и муниције, које су мађарске окупаторске власти пронашле на имању њеног оца Јована у Барањи. Приликом сличне акције у Осијеку Сару су, због издаје неких сабораца, ухапсиле усташе 26. јула 1941. године. После двомесечне тортуре, коју је херојски издржала, на Преком суду у Осијеку осуђена је 15. септембра 1941. године на смрт стрељањем због комунистичке пропаганде и припреме саботаже. Стрељана је са својом мајком Агрипином три часа након изрицања пресуде.

## Наслеђе
Сари Бертић и њеној мајци Агрипини Министарство одбране Владе Федеративне Народне Републике Југославије издало је 20. новембра 1950. године Споменицу за вечну успомену и славу палих бораца народноослободилачког рата, коју је потписао и Јосип Броз Тито. Иако се Сару Бертић сматрало народним херојем, њој није додељен Орден народног хероја па није уврштена у књигу Народни хероји Југославије.
После Другог светског рата њеним су именом назване улице у Осијеку (Доњи град), Белом Манастиру (данас Улица краља Петра Свачића) и Шећерани (данас Улица светог крижа), основне школе у Осијеку (данас Основна школа Људевита Гаја) и Дарди (данас Основна школа Дарда), гимназија у Осијеку, месна заједница у Осијеку, извиђачка чета (ЧИЗ „Сара Бертић“) у осјечком одреду извиђача "Фрањо Клуз" те караула у Барањи. У осјечкој Улици Јоже Влаховића 6 (данас Улица Лоренца Јегера) постављена јој је 14. априла 1950. године спомен-плоча, док се њена биста, уз бисте Јована Лазића и Ернеа Киша, налазила на Тргу слободе у Белом Манастиру (после тзв. мирне реинтеграције пресељена на беломанастирско Партизанско гробље).
До 1966. године у згради данашње осјечке Треће гимназије деловале су две гимназије, бивша женска „Сара Бертић“ и мушка „Иво Лола Рибар“. У школској години 1955/56. формирани су први мешовити разреди у обе гимназије.